# Sestyra cephalotes
Sestyra cephalotes är en skalbaggsart. Sestyra cephalotes ingår i släktet Sestyra och familjen långhorningar.

## Underarter
Arten delas in i följande underarter:
- S. c. apicalis
- S. c. cephalotes